# Betreuungssache
Betreuungssachen sind ein Teil der im deutschen Recht sogenannten Angelegenheiten der Freiwilligen Gerichtsbarkeit. Das Verfahren ist im Gesetz über das Verfahren in Familiensachen und in den Angelegenheiten der freiwilligen Gerichtsbarkeit (FamFG) geregelt. Dort sind in § 271 die Betreuungssachen definiert:
Betreuungssachen sind
1. Verfahren zur Bestellung eines Betreuers und zur Aufhebung der Betreuung
2. Verfahren zur Anordnung eines Einwilligungsvorbehalts sowie
3. sonstige Verfahren, die die rechtliche Betreuung eines Volljährigen (§§ 1896 bis 1908i BGB) betreffen, soweit es sich nicht um eine Unterbringungssache handelt.

Zuständig für Betreuungssachen ist in erster Instanz das Amtsgericht.